# Guerra de Trípoli

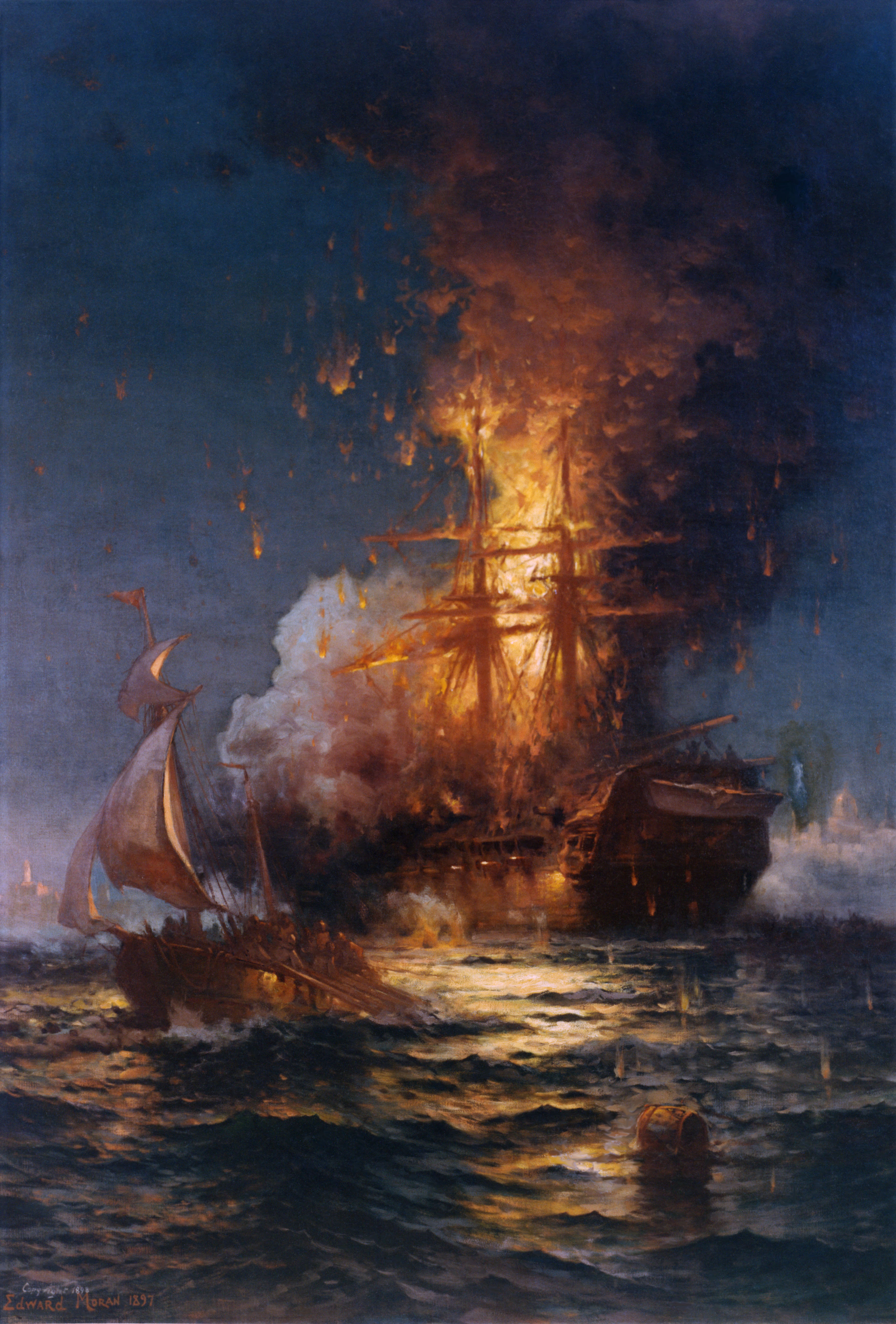
La fragata Philadelphia ardiendo en el puerto de Trípoli, por Edward Moran.

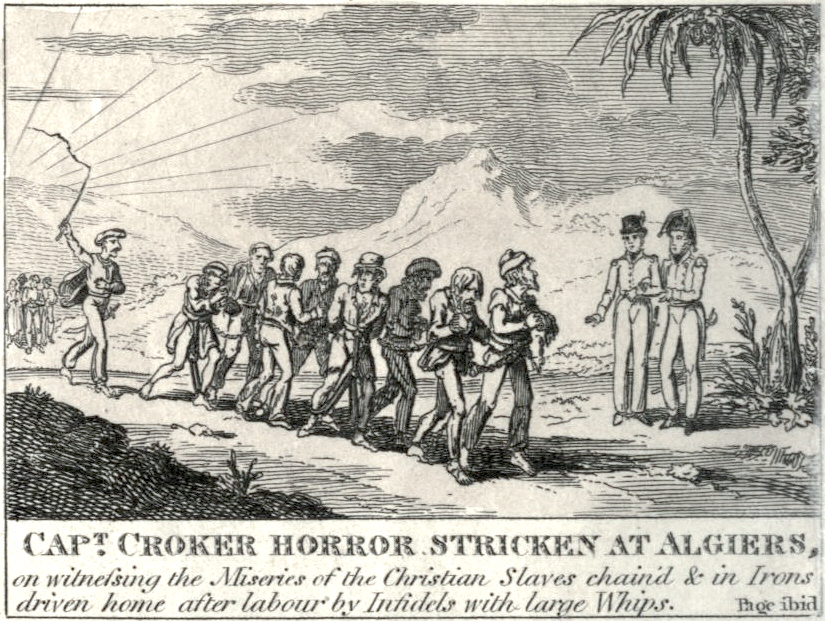
Ilustración de 1816 que muestra a cristianos esclavizados por piratas argelinos.

La Guerra de Trípoli, también conocida como primera guerra berberisca (10 de mayo de 1801 – 10 de junio de 1805), fue una guerra naval entre los Estados Unidos y los Estados del norte de África conocidos como los Estados berberiscos (básicamente los comprendidos entre el oeste de Egipto y el Atlántico). Estos eran el independiente Sultanato de Marruecos y las tres Regencias de Argelia, Túnez y Trípoli, que eran entidades semiindependientes y nominalmente pertenecientes al Imperio otomano.
La principal motivación de la guerra por parte de los Estados Unidos era acabar con la piratería berberisca sin tener que pagar los tributos que exigían los Estados berberiscos como requerimiento para no capturar los barcos estadounidenses ni esclavizar a sus ocupantes.
Esta primera guerra berberisca terminaría con la toma de Derna por fuerzas estadounidenses, lo que desencadenaría el inicio de negociaciones para la liberación de rehenes y el fin de la guerra.

## Antecedentes y descripción
Los corsarios berberiscos y las tripulaciones de las provincias otomanas del norte de África de Argel, de Túnez, de Trípoli, y del sultanato independiente de Marruecos bajo la dinastía alauí (la costa berberisca) eran el azote del Mediterráneo. La captura de buques mercantes y la esclavización o el cobro de rescate de sus tripulantes proporcionaron a los gobernantes musulmanes de estas naciones riqueza y poder naval. La Orden Trinitaria, fundada en Francia (donde se la conocía también como orden de los Mathurins), había operado durante siglos con la misión especial de recaudar y desembolsar fondos para el alivio y rescate de prisioneros de los piratas del Mediterráneo; y lo mismo hacía la Orden Mercedaria. Según Robert Davis, entre 1 y 1,25 millones de europeos fueron capturados por piratas berberiscos y vendidos como esclavos entre los siglos XVI y XIX.
Los corsarios berberiscos dirigieron ataques contra la marina mercante estadounidense en un intento de extorsionar el rescate por las vidas de los marineros capturados y, en última instancia, el tributo de los Estados Unidos para evitar nuevos ataques, como lo hicieron con los diversos estados europeos. Antes del Tratado de París, que formalizó la independencia de los Estados Unidos de Gran Bretaña, los Estados Unidos fueron protegidos por Francia durante los años revolucionarios bajo el Tratado de Alianza (1778-1783). Aunque el tratado no menciona a los Estados berberiscos con su nombre, se refiere a enemigos comunes de los Estados Unidos y Francia. Como tal, la piratería contra el transporte estadounidense solo comenzó a ocurrir después del final de la Revolución estadounidense, cuando el gobierno estadounidense perdió su protección bajo el Tratado de Alianza.
Este lapso de protección de una potencia europea llevó al primer buque mercante estadounidense a ser confiscado después del Tratado de París. El 11 de octubre de 1784, los piratas marroquíes se apoderaron del bergantín Betsey. El gobierno español negoció la libertad del barco y de la tripulación capturados. Sin embargo, España ofreció asesoramiento a los Estados Unidos sobre cómo tratar con los Estados de Berbería. El consejo era ofrecer tributo para prevenir nuevos ataques contra los buques mercantes. El Ministro de los Estados Unidos en Francia, Thomas Jefferson, envió representantes a Marruecos y Argelia para negociar los tratados y la libertad de los marineros capturados en poder de Argelia. Marruecos fue el primer Estado de la Costa Berberisca en firmar un tratado con los Estados Unidos el 23 de junio de 1786. Este tratado puso fin oficialmente a toda la piratería marroquí contra los intereses marítimos estadounidenses. Específicamente, el artículo sexto del tratado establece que si cualquier estadounidense capturado por marroquíes u otros estados de la costa de Berbería atracara en una ciudad marroquí, sería puesto en libertad y estaría bajo la protección del Estado marroquí.
La acción diplomática estadounidense con Argelia, el otro estado importante de la costa berberisca, fue mucho menos productiva que con Marruecos. Argelia comenzó la piratería contra los Estados Unidos el 25 de julio de 1785 con la captura de la goleta Maria y la Dauphin una semana después. Los cuatro estados de la Costa Berberisca demandaron 660 000 $ cada uno. Sin embargo, a los enviados solo se les asignó un presupuesto de 40 000 dólares para lograr la paz. Las conversaciones diplomáticas para llegar a una suma razonable por tributo o por el rescate de los marineros capturados lucharon para avanzar. Las tripulaciones de la Maria y la Dauphin permanecieron esclavizadas durante más de una década, y pronto se unieron las tripulaciones de otros barcos capturados por los estados berberiscos.
En 1795, Argelia llegó a un acuerdo del que resultó la liberación de 115 marineros estadounidenses retenidos, que costó más de 1 millón de dólares. Esta suma ascendía aproximadamente a una sexta parte del presupuesto total de los EE. UU., y los Estados berberiscos la exigieron como tributo para evitar la piratería. La continua demanda de tributo finalmente condujo a la formación del Departamento de Marina de los Estados Unidos, fundado en 1798 para evitar nuevos ataques a los barcos estadounidenses y para poner fin a las demandas exageradas de tributos por parte de los Estados de Berbería.
Varias cartas y testimonios de marineros capturados describen su cautiverio como una forma de esclavitud. No obstante, los prisioneros podían enriquecerse y alcanzar un estatus superior al de esclavo. Como ocurrió con James Leander Cathcart, quien ascendió a la posición más alta que un esclavo cristiano podía lograr en Argelia, convirtiéndose en consejero del bey (gobernador). Aun así, la mayoría de los cautivos fueron obligados a realizar trabajos forzados al servicio de los piratas de Berbería y en condiciones extremas que les expusieron a parásitos y enfermedades. Cuando las noticias de su cautiverio llegaron a los EE. UU., por las historias y escritos de los cautivos liberados, los estadounidenses presionaron para que el gobierno tomara medidas directas para terminar con la piratería contra los barcos de los Estados Unidos.
En marzo de 1786, Thomas Jefferson y John Adams viajaron a Londres para negociar con el enviado de Trípoli, el embajador Sidi Haji Abdrahaman (o Sidi Haji Abdul Rahman Adja). Cuando preguntaron «sobre el motivo para hacer la guerra a naciones que no les habían hecho daño», el embajador respondió:

Está escrito en el Corán que todas las naciones que no reconocen al Profeta son pecadoras, y que es derecho y deber de los fieles saquearlas y esclavizarlas; y que cada musulmán que muera en esta guerra irá directamente al paraíso. Dijo también, que el hombre que primero aborde una embarcación tiene derecho a un esclavo más, y que cuando saltan a la cubierta de la nave de un enemigo, los marineros portan dagas en cada mano y en la boca; que aterrorizan tanto al enemigo que éste pide la rendición inmediatamente.

Jefferson informó de la conversación al Secretario de Asuntos Exteriores, John Jay, quien presentó los comentarios del embajador y su oferta al Congreso. Jefferson argumentó que pagar tributo alentaría más ataques. Aunque John Adams estuvo de acuerdo con Jefferson, creía que las circunstancias obligaban a los Estados Unidos a pagar tributo hasta que se pudiera construir una armada adecuada. Los Estados Unidos acababan de librar una guerra extenuante que los había llevado a una gran deuda. Las fuerzas federalistas y antifederalistas discutieron sobre las necesidades del país y la carga impositiva. Los demócratas republicanos y antinavalistas de Jefferson creían que el futuro del país estaba en la expansión hacia el oeste, y el comercio atlántico amenazaba con desviar el dinero y energías para gastarlo en guerras en el Viejo Mundo. Los Estados Unidos pagaron el rescate a Argel y continuaron pagando hasta 1 millón de dólares por año los siguientes 15 años para asegurar la navegación de los barcos estadounidenses y el regreso de los rehenes estadounidenses. Este dinero suponía casi el 10 % de los ingresos anuales del gobierno estadounidense en 1800.
Jefferson continuó abogando por el cese del pago apoyado cada vez más por George Washington y otros. Con la puesta en servicio de la Armada estadounidense en 1794 y el aumento del potencial de fuego en los mares, se hizo cada vez más evidente que los Estados Unidos podrían negarse a pagar tributo, aunque la costumbre de pagar parecía difícil de revertir.

## Declaración de guerra y bloqueo naval
Justo antes de la toma de posesión de Jefferson en 1801, el Congreso aprobó una legislación naval que, entre otras cosas, proveía seis fragatas que «deberán ser gobernadas y mandadas personalmente por el presidente de los Estados Unidos». En el caso de una declaración de guerra a los Estados Unidos por las potencias berberiscas, estos barcos deberían «proteger nuestro comercio y castigar su insolencia, hundiendo, quemando o destruyendo sus barcos y embarcaciones donde sea que los encuentren». En la toma de posesión de Jefferson en 1801, Yusuf Karamanli, el bajá de Trípoli, demandó de la nueva administración 225 000 $ (equivalentes a 3,31 millones de dólares de 2017, en 1800, los ingresos federales sumaban poco más de 10 millones de dólares). Poniendo sus criterios en práctica, Jefferson rechazó la demanda. En consecuencia, el 10 de mayo de 1801, el bajá declaró la guerra a los Estados Unidos, no mediante documentos formales escritos, sino en la forma habitual de Berbería de talar el mástil de la bandera frente al Consulado de los Estados Unidos. Argel y Túnez no siguieron a su aliado en Trípoli.
Antes de saber que Trípoli había declarado la guerra a los Estados Unidos, Jefferson envió un pequeño escuadrón. compuesto por tres fragatas y una goleta, bajo el mando del comodoro Richard Dale. Llevaba presentes y cartas para tratar de mantener la paz con los poderes de Berbería. Sin embargo, en caso de que la guerra hubiera sido declarada, Dale tenía instrucciones de «proteger a los barcos y ciudadanos estadounidenses de posibles agresiones». No obstante, Jefferson insistió en que «no estaba autorizado por la constitución, sin la sanción del Congreso, para ir más allá de la actuación defensiva». Aunque el Congreso nunca votó una declaración formal de guerra, autorizó al Presidente para que la flota estadounidense se apoderara de todos los buques y bienes del Pasha de Trípoli. El escuadrón estadounidense se unió a una flotilla sueca mandada por Rudolf Cederström en el bloqueo de Trípoli. Los suecos estaban en guerra con los tripolitanos desde 1800.
El 31 de mayo de 1801, el comodoro Edward Preble viajó a Mesina, Sicilia, a la corte del rey Fernando IV de Nápoles. El reino estaba en guerra con Napoleón, pero Fernando proporcionó a los estadounidenses mano de obra, artesanos, suministros, cañoneras, barcos de mortero y los puertos de Mesina, Siracusa y Palermo. Estos puertos sirvieron de bases naval para lanzar las operaciones contra Trípoli, ciudad portuaria que estaba fortificada y amurallada, protegida por 150 piezas de artillería pesada y guarnecida con 25 000 soldados, además de tener una flota de diez bergantines de diez cañones, dos goletas de ocho cañones, dos galeras grandes y diecinueve cañoneras.
El 1 de agosto de 1801, la goleta Enterprise (comandada por el teniente Andrew Sterret) capturó el barco corsario tripolitano Tripoli, de catorce cañones.
En 1802, en respuesta a la solicitud de Jefferson de autoridad para tratar con los piratas, el Congreso aprobó la «Ley para la protección del comercio y los marineros de los Estados Unidos contra los ataques tripolitanos», autorizando al Presidente a «...emplear a los buques armados de los Estados Unidos que se juzguen necesarios ... para proteger eficazmente el comercio y marineros de los mismos en el océano Atlántico, el Mediterráneo y los mares contiguos». La ley autorizaba a los buques estadounidenses a capturar buques pertenecientes al Bey de Trípoli, y sus propiedades capturadas a distribuir entre todos los veleros que llegaran a puerto.
La Marina de los Estados Unidos no fue desafiada en el mar y Jefferson continuó aumentando la fuerza militar y desplegando los mejores barcos de la armada en la región durante 1802: Argus, Chesapeake, Constellation, Constitution, Enterprise, Intrepid, Philadelphia y Syren prestaron servicio durante la guerra bajo el mando del comandante Preble. Durante 1803, Preble estableció y mantuvo un bloqueo de los puertos berberiscos y ejecutó ataques contra las flotas de los países berberiscos.

## Batallas

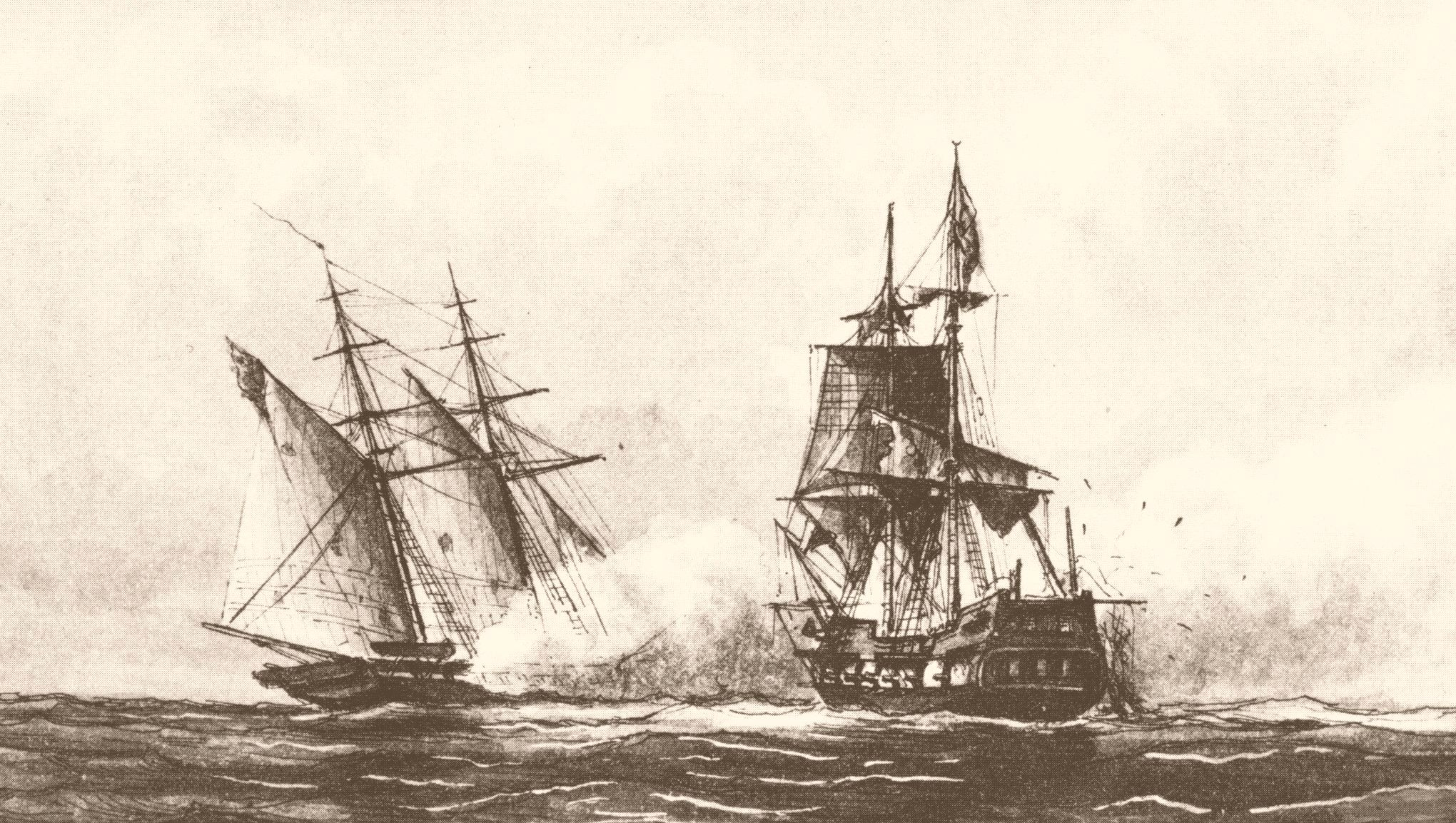
Captura del USS Philadelphia

En octubre de 1803, la flota de Trípoli capturó intacto al USS Philadelphia después de que la fragata encallara en un arrecife mientras patrullaba el puerto de Trípoli. Los esfuerzos de los estadounidenses para reflotar la nave mientras estaban bajo el fuego de las baterías de la costa y los barcos tripolitanos fallaron. El barco, su capitán, William Bainbridge, y todos los oficiales y la tripulación fueron retenidos como rehenes. El Philadelphia fue colocado en el puerto como una batería contra los estadounidenses.
En la noche del 16 de febrero de 1804, el teniente Stephen Decatur dirigió un pequeño destacamento de infantes de marina estadounidenses a bordo de un barco tripolitano, rebautizado USS Intrepid, se acercó suficientemente al Philadelphia para abordarlo e imponerse a los tripolitanos. Con apoyo de fuego de los buques estadounidenses, los infantes de marina prendieron fuego al Philadelphia para que no pudiera ser usado por el enemigo.
Preble atacó Trípoli el 14 de julio de 1804, en una serie de escaramuzas, incluido un ataque valiente pero infructuoso que intentó usar el Intrepid, bajo el mando del capitán Richard Somers, como un barco bomba, lleno de explosivos para ser enviado al puerto de Trípoli, y destruir a la flota enemiga. Sin embargo, el Intrepid fue destruido, posiblemente por disparos del enemigo, antes de que lograra su objetivo, matando a Somers y a toda su tripulación.
El punto de inflexión en la guerra fue la batalla de Derna (abril-mayo de 1805). El excónsul William Eaton, un excapitán del ejército que usó el título de General, y el teniente primero del Cuerpo de Marines de EE. UU. Presley O'Bannon lideraron una fuerza de ocho marines estadounidenses y quinientos mercenarios griegos de Creta, árabes y bereberes en una marcha a través el desierto de Alejandría, Egipto, para capturar la ciudad tripolitana de Derna. Esta fue la primera vez que la bandera de los Estados Unidos se alzó en una victoria en suelo extranjero. La acción está conmemorada en una línea del Himno de los marines: «desde las costas de Trípoli». La captura de la ciudad dio a los negociadores estadounidenses influencia para asegurar el regreso de los rehenes y el fin de la guerra.

## Tratado de paz y legado
Cansado del bloqueo y las redadas, y ahora bajo la amenaza de un continuo avance en Trípoli y un plan para restaurar a su depuesto hermano mayor Hamet Karamanli como gobernante, Yusuf Karamanli firmó un tratado que puso fin a las hostilidades el 10 de junio de 1805. El artículo 2 del tratado dice: «El Bashaw de Trípoli entregará al escuadrón estadounidense ahora frente a Trípoli, todos los estadounidenses en su poder; y todos los súbditos del Bashaw de Trípoli que ahora están en poder de los Estados Unidos de América serán entregados a él; y como el número de estadounidenses en posesión del Bashaw de Trípoli asciende a trescientas personas, más o menos; y el número de sujetos tripolinos en el poder de los estadounidenses hasta alrededor de un centenar más o menos; el Bashaw de Trípoli recibirá de los Estados Unidos de América la suma de sesenta mil dólares como pago por la diferencia entre los presos aquí mencionados».
Al aceptar pagar un rescate de $60 000 por los prisioneros estadounidenses, el gobierno de Jefferson estableció una distinción entre pagar tributo y pagar un rescate. En ese momento, algunos argumentaron que comprar marineros librándolos de la esclavitud era un intercambio justo para terminar la guerra. William Eaton, sin embargo, permaneció amargado por el resto de su vida sobre el tratado, sintiendo que sus esfuerzos habían sido desperdiciados por el emisario estadounidense del Departamento de Estado de los Estados Unidos, el diplomático Tobias Lear. Eaton y otros sintieron que la captura de Derna debería haber sido utilizada como una moneda de cambio para obtener la liberación de todos los prisioneros estadounidenses sin tener que pagar un rescate. Además, Eaton creía que el honor de los Estados Unidos se había visto comprometido cuando abandonó a Hamet Karamanli después de prometer restaurarlo como líder de Trípoli. Por lo general, las quejas de Eaton no fueron escuchadas, especialmente cuando la atención se dirigió a las tensas relaciones internacionales que finalmente conducirían a la retirada de la Marina de los EE. UU. de la zona en 1807 y hasta la Guerra de 1812.
La Primera guerra de Berbería fue beneficiosa para la reputación del comando militar y mecanismo de guerra de los Estados Unidos, que hasta ese momento había sido relativamente poco probado. La Primera Guerra de Berbería demostró que Estados Unidos podría ejecutar una guerra lejos de casa, y que las fuerzas estadounidenses tenían la cohesión para luchar juntas como estadounidenses en lugar de por separado, como georgianos, neoyorquinos, etc. La Marina y los Marines de los Estados Unidos se convirtieron en parte permanente del gobierno estadounidense y la historia estadounidense, y Decatur regresó a los EE. UU. como un héroe de guerra postrevolucionario.
Sin embargo, el problema más inmediato de la piratería de Berbería no estaba completamente resuelto. En 1807, Argel había vuelto a tomar como rehenes a los barcos y marineros estadounidenses. Distraído por los prolegómenos de la Guerra de 1812, los EE. UU. no pudieron responder a la provocación hasta 1815, con la Segunda guerra berberisca, en la cual las victorias navales de los comodoros William Bainbridge y Stephen Decatur dieron lugar a nuevos tratados que pusieron fin a todos los pagos tributarios de los EE. UU.

## Monumento
El Monumento a Trípoli (escultura), el monumento militar más antiguo de los Estados Unidos, rinde homenaje a los héroes estadounidenses de la Primera guerra de Berbería: el comandante Richard Somers, el teniente James Caldwell, James Decatur (hermano de Stephen Decatur), Henry Wadsworth, Joseph Israel y John Dorsey. Originalmente conocido como el Monumento Naval, fue tallado en mármol de Carrara en Italia en 1806 y llevado a los Estados Unidos a bordo del Constitution (Old Ironsides). Desde su ubicación original, en el Navy Yard de Washington, fue trasladado a la terraza oeste del Capitolio nacional y, finalmente, en 1860, a la Academia Naval de Estados Unidos, en Annapolis, Maryland.